# Age & Scarpelli
Age & Scarpelli és el nom artístic del duo de guionistes format per Agenore Incrocci (Brescia, 4 de juliol de 1919 - Roma, 15 de novembre de 2005) i Furio Scarpelli (Roma, 16 de desembre de 1919 - Roma, 28 d'abril de 2010).
Inclinats a l'humor popular i a la sàtira, van treballar amb una vena inesgotable en la vena còmica de la primera postguerra primer, en l'anomenada comèdia italiana després, treballant amb els màxims exponents del gènere, de Monicelli (I soliti ignoti, 1958; La grande guerra, 1959; I compagni, 1963; L'armata Brancaleone, 1966; Romanzo popolare, 1974) a Germi (Sedotta e abbandonata, 1964; Signore e signori, 1966), de Dino Risi (I mostri, 1963; Straziami ma di baci saziami, 1968), a Comencini (Tutti a casa, 1960) i Scola (C'eravamo tanto amati, 1974).
Al llarg dels anys sovint han preferit treballar per separat, Age principalment amb Risi (Dagobert, 1984), Scarpelli amb Scola (Maccheroni, 1985; La famiglia, 1987; Il viaggio di Capitan Fracassa, 1990, La cena, 1998; Concorrenza sleale, 2001) i amb Carlo Lizzani (Cattiva, 1991, Celluloide, 1995).
Molt més actiu que Age, que va escriure el guió per Il conte Max de Christian De Sica, Scarpelli ha signat (sovint en col·laboració amb el seu fill Giacomo) guions per Michael Radford (Il postino, 1994), Roberto Cimpanelli (Un inverno freddo freddo, 1996), Enzo d'Alò (Opopomoz), 2003) i per Paolo Virzì (Ovosodo, 1997; N - Io e Napoleone, 2006).

## Filmografia
- Totò cerca casa (1949) dirigida per Stefano Vanzina, Mario Monicelli
- Vivere a sbafo (1950) dirigida per Giorgio Ferroni
- Totò cerca moglie (1950) dirigida per Carlo Ludovico Bragaglia
- Figaro qua, Figaro là (1950) dirigida per Carlo Ludovico Bragaglia
- 47 morto che parla (1950) dirigida per Carlo Ludovico Bragaglia
- Il vedovo allegro (1950) dirigida per Mario Mattoli
- Tototarzan (1950) dirigida per Mario Mattoli
- Totò sceicco (1950) dirigida per Mario Mattoli
- O.K. Nerone (1951) dirigida per Mario Soldati
- I cadetti di Guascogna (1951) dirigida per Mario Mattoli
- Arrivano i nostri (1951) dirigida per Mario Mattoli
- Totò terzo uomo (1951) dirigida per Mario Mattoli
- Una bruna indiavolata (1951) dirigida per Carlo Ludovico Bragaglia
- Milano miliardaria (1951) dirigida per Marino Girolami, Marcello Marchesi, Vittorio Metz
- Sette ore di guai (1951) dirigida per Vittorio Metz, Marcello Marchesi
- L'eroe sono io (1951) dirigida per Carlo Ludovico Bragaglia
- Auguri e figli maschi! (1951) dirigida per Giorgio Simonelli
- Signori, in carrozza! (1951) dirigida per Luigi Zampa
- Cameriera bella presenza offresi... (1951) dirigida per Giorgio Pàstina
- Il segreto delle tre punte (1952) dirigida per Carlo Ludovico Bragaglia
- Don Lorenzo (1952) dirigida per Carlo Ludovico Bragaglia
- A fil di spada (1952) dirigida per Carlo Ludovico Bragaglia
- Ragazze da marito (1952) dirigida per Eduardo De Filippo
- I tre corsari (1952) dirigida per Mario Soldati
- Totò e le donne (1952) dirigida per Stefano Vanzina, Mario Monicelli
- Totò a colori (1952) dirigida per Stefano Vanzina
- L'incantevole nemica (1953) dirigida per Claudio Gora
- Totò e Carolina (1953) dirigida per Mario Monicelli
- Capitan Fantasma (1953) dirigida per Primo Zeglio
- Gli uomini, che mascalzoni! (1953) dirigida per Glauco Pellegrini
- Villa Borghese (1953) dirigida per Gianni Franciolini
- Cinema d'altri tempi (1953) dirigida per Stefano Vanzina
- Napoletani a Milano (1953) dirigida per Eduardo De Filippo
- Casa Ricordi (1954) dirigida per Carmine Gallone
- Ridere, ridere, ridere (1954) dirigida per Edoardo Anton
- Casta Diva (1954) dirigida per Carmine Gallone
- Tempi nostri - Zibaldone n. 2 (1954) dirigida per Alessandro Blasetti
- Sinfonia d'amore (1954) dirigida per Glauco Pellegrini
- Racconti romani (1955) dirigida per Gianni Franciolini
- Le signorine dello 04 (1955) dirigida per Gianni Franciolini
- Bravissimo (1955) dirigida per Luigi Filippo D'Amico
- Peccato di castità (1956) dirigida per Gianni Franciolini
- Il bigamo (1956) dirigida per Luciano Emmer
- Tempo di villeggiatura (1956) dirigida per Antonio Racioppi
- La banda degli onesti (1956) dirigida per Camillo Mastrocinque
- Una pelliccia di visone (1956) dirigida per Glauco Pellegrini
- Padri e figli (1957) dirigida per Mario Monicelli
- Il medico e lo stregone (1957) dirigida per Mario Monicelli
- Nata di marzo (1957) dirigida per Antonio Pietrangeli
- Souvenir d'Italie (1957) dirigida per Antonio Pietrangeli
- Totò, Peppino e le fanatiche (1958) dirigida per Mario Mattoli
- La legge è legge (1958) dirigida per Christian-Jaque
- I soliti ignoti (1958) dirigida per Mario Monicelli
- Policarpo, ufficiale di scrittura (1958) dirigida per Mario Soldati
- Primo amore (1959) dirigida per Mario Camerini
- La grande guerra (1959) dirigida per Mario Monicelli
- Audace colpo dei soliti ignoti (1959) dirigida per Nanni Loy
- Tutti a casa (1960) dirigida per Luigi Comencini
- Risate di gioia (1960) dirigida per Mario Monicelli
- Il mattatore (1960) dirigida per Dino Risi
- A cavallo della tigre (1961) dirigida per Luigi Comencini
- Il commissario (1962) dirigida per Luigi Comencini
- I due nemici (1962) dirigida per Guy Hamilton
- La marcia su Roma (1962) dirigida per Dino Risi
- Mafioso (1962) dirigida per Alberto Lattuada
- Totò e Peppino divisi a Berlino (1962) dirigida per Giorgio Bianchi
- I compagni (1963) dirigida per Mario Monicelli
- I mostri (1963) dirigida per Dino Risi
- Frenesia dell'estate (1963) dirigida per Luigi Zampa
- Il maestro di Vigevano (1963) dirigida per Elio Petri
- Alta infedeltà (1963) dirigida per Mario Monicelli, Franco Rossi, Elio Petri, Luciano Salce
- Sedotta e abbandonata (1964) dirigida per Pietro Germi
- I complessi (1964) dirigida per Dino Risi, Franco Rossi, Luigi Filippo D'Amico
- Casanova '70 (1964) dirigida per Mario Monicelli
- Io, io, io... e gli altri (1965) dirigida per Alessandro Blasetti
- Signore & signori (1965) dirigida per Pietro Germi
- I nostri mariti (1966) dirigida per Luigi Filippo D'Amico, Dino Risi, Luigi Zampa
- L'armata Brancaleone (1966) dirigida per Mario Monicelli
- Il buono, il brutto, il cattivo (1966) dirigida per Sergio Leone
- Le streghe (1967) dirigida per Mauro Bolognini, Vittorio De Sica, Pier Paolo Pasolini, Franco Rossi, Luchino Visconti
- Il tigre (1967) dirigida per Dino Risi
- Capriccio all'italiana (1967) dirigida per Mauro Bolognini, Mario Monicelli, Pier Paolo Pasolini, Stefano Vanzina, Pino Zac, Franco Rossi
- Straziami ma di baci saziami (1968) dirigida per Dino Risi
- Riusciranno i nostri eroi a ritrovare l'amico misteriosamente scomparso in Africa? (1968) dirigida per Ettore Scola
- Rosolino Paternò, soldato... (1969) dirigida per Nanni Loy
- Brancaleone alle crociate (1970) dirigida per Mario Monicelli
- Dramma della gelosia - Tutti i particolari in cronaca (1970) dirigida per Ettore Scola
- Noi donne siamo fatte così (1971) dirigida per Dino Risi
- In nome del popolo italiano (1971) dirigida per Dino Risi
- Senza famiglia, nullatenenti cercano affetto (1972) dirigida per Vittorio Gassman
- Vogliamo i colonnelli (1973) dirigida per Mario Monicelli
- Teresa la ladra (1973) dirigida per Carlo Di Palma
- Romanzo popolare (1974) dirigida per Mario Monicelli
- C'eravamo tanto amati (1974) dirigida per Ettore Scola
- La donna della domenica (1975) dirigida per Luigi Comencini
- Basta che non si sappia in giro (1976) dirigida per Nanni Loy, Luigi Magni, Luigi Comencini
- Signore e signori, buonanotte (1976) dirigida per Luigi Comencini, Nanni Loy, Luigi Magni, Mario Monicelli, Ettore Scola
- I nuovi mostri (1977) dirigida per Mario Monicelli, Dino Risi, Ettore Scola
- Doppio delitto (1977) dirigida per Stefano Vanzina
- Temporale Rosy (1979) dirigida per Mario Monicelli
- Cocco mio (1979) dirigida per Jean-Pierre Rawson
- La terrazza (1980) dirigida per Ettore Scola
- I seduttori della domenica (1980) dirigida per Bryan Forbes, Édouard Molinaro, Dino Risi, Gene Wilder
- Camera d'albergo (1981) dirigida per Mario Monicelli
- Nudo di donna (1981) dirigida per Nino Manfredi
- Spaghetti House (1982) dirigida per Giulio Paradisi
- Il tassinaro (1983) dirigida per Alberto Sordi
- Scemo di guerra (1985) dirigida per Dino Risi

## Reconeixements
- David di Donatello
  - 1975: Millor guió - Romanzo popolare
- Premis Oscar
  - 1965: Nominació a l'Oscar al millor guió original - I compagni (amb Mario Monicelli)
  - 1966: Nominació a l'Oscar al millor guió original – Casanova '70 (amb Mario Monicelli, Giorgio Salvioni, Tonino Guerra i Suso Cecchi d'Amico)
- Nastro d'argento
  - 1959: Millor guió - I soliti ignoti (amb Mario Monicelli, Suso Cecchi d'Amico)
  - 1959: Nominació a Millor escriptura - I soliti ignoti (amb Mario Monicelli, Suso Cecchi d'Amico)
  - 1960: Nominació a la Millor guió - La grande guerra (amb Mario Monicelli, Luciano Vincenzoni)
  - 1960: Nominació a Millor escriptura - La grande guerra (amb Mario Monicelli, Luciano Vincenzoni)
  - 1961: Nominació a la Millor guió - Tutti a casa (amb Luigi Comencini, Marcello Fondato)
  - 1964: Nominació a la Millor guió - I compagni (amb Mario Monicelli)
  - 1965: Millor guió - Sedotta e abbandonata (només Scarpelli, amb Agenore Incrocci, Luciano Vincenzoni, Pietro Germi)
  - 1967: Millor guió - Signore & signori (solo Scarpelli, con Luciano Vincenzoni, Pietro Germi, Ennio Flaiano)
  - 1971: Nominació a la Millor guió - Dramma della gelosia - Tutti i particolari in cronaca (amb Ettore Scola)
  - 1975: Millor guió - C'eravamo tanto amati (amb Ettore Scola)
  - 1980: Millor guió - La terrazza (amb Ettore Scola)
- Festival Internacional de Cinema de Canes
  - 1980: Prix du scénario - La terrazza (amb Ettore Scola)